# Z dziennika marynarza – na pokładzie Lwowa z Gdańska do Rio de Janeiro i z powrotem

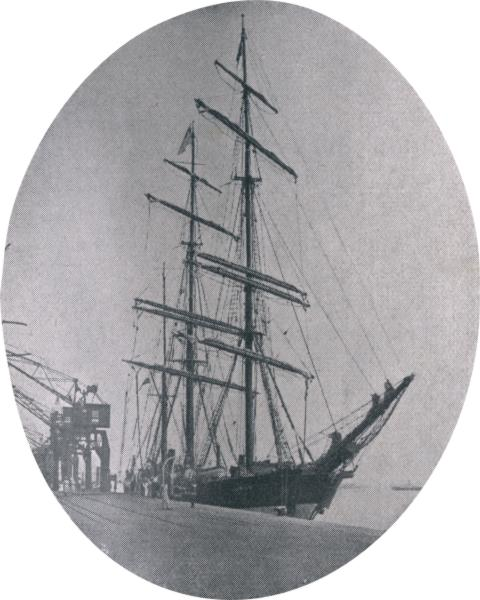
Lwów w Rio de Janeiro
1923 r.

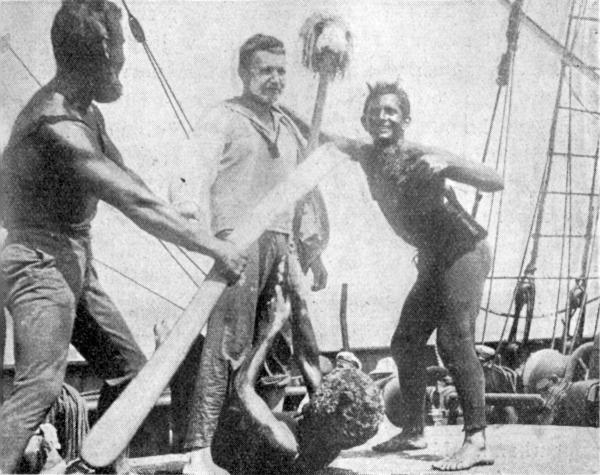
Golenie w czasie chrztu równikowego, 13.08.1923

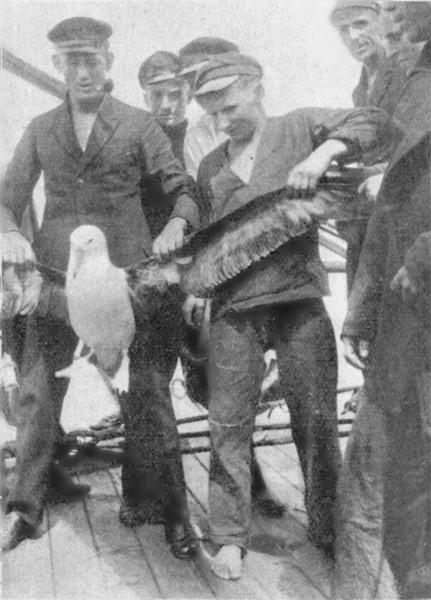
Obrączkowanie albatrosów

Z dziennika marynarza – na pokładzie Lwowa z Gdańska do Rio de Janeiro i z powrotem – książka Tadeusza Dębickiego, ucznia Szkoły Morskiej w Tczewie.
Opisuje rejs żaglowca Lwów z Gdańska do Brazylii w 1923 oraz drogę powrotną. Książka wydana w 1925 (Warszawa, Gebethner i Wolff), wznowiona w 1934 (tamże).

## Przebieg rejsu na podstawie książki

### 1923
- 23 maja – wyjście z Wisłoujścia
- 28-30 maja – Kopenhaga, wyładunek towaru
- 30 maja - 10 czerwca – Limhamn koło Malmö, załadunek cementu do Brazylii
- 10 czerwca - 15 lub 16 czerwca – naprawa uszkodzonego przez sztorm ożaglowania na kotwicy koło Helsingør
- 23 czerwca – reda Hawr
- 24 czerwca – 27 czerwca – Le Havre
- 14 lipca – minięcie Gibraltaru
- 16 lipca – minięcie Madery
- 17 lipca – minięcie wysp Kanaryjskich
- noc z 20 – 21 lipca – przejście zwrotnika Raka
- 24-26 lipca – Wyspy Zielonego Przylądka, rzucenie kotwicy w zatoce Porto Grande przed miasteczkiem Mindello na wyspie São Vicente; na statek przybywa małpka
- 1 sierpnia – złowienie rekina
- 12 sierpnia – początek uroczystości; przybycie Trytona, zwiastuna Neptuna
- 13 sierpnia – przekroczenie równika (chrzest równikowy)
- noc 4/5 września – minięcie latarni Cabo Frio
- 7 września – reda Rio de Janeiro
- 8 września – zacumowanie przy placu „Praca Maua” w Rio de Janeiro
- 16 września – wyjście z Rio de Janeiro
- 18 września – rzucenie kotwicy w Santos
- 21 września – przybicie i rozpoczęcie wyładunku cementu
  - 22-23 września – wycieczka koleją do São Paulo
- 8 października – wypłynięcie pod balastem
- 10 października – reda Paranaguá
  - 11-12 października – wycieczka koleją do Kurytyby
- 13-15 października – molo Paranagua
- 6-8 i 10 listopada – zawody sportowe o mistrzostwo Lwowa; wygrał Zygmunt Prumbsow
- 13 listopada – przekroczenie równika
- 31 grudnia – minięcie latarni w Cap Lizard

### 1924
- 1 stycznia – reda Falmouth w Anglii (tydzień)
- 11 stycznia – Cherbourg; Lwów pozostaje z powodu lodu na Bałtyku i dla dokonania napraw
- 24 stycznia – powrót części załogi do Gdańska.

## Załoga
Załoga żaglowca składała się z około 175 osób. Należeli do niej między innymi:
- komendant (kapitan): Tadeusz Ziółkowski
- radiotelegrafista: Alojzy Kwiatkowski
- bosman: Jan Kaleta
- mistrz zawodów sportowych o mistrzostwo Lwowa: Zygmunt Prumbsow
- autor książki: Tadeusz Dębicki
- Konstanty Matyjewicz-Maciejewicz